# بازی مرکب (موسیقی متن)
بازی مرکب (موسیقی متن اصلی مجموعه نتفلیکس) (انگلیسی: Squid Game (Original Soundtrack to the Netflix Series)) حاشیه صوتی مجموعه تلویزیونی کره‌ای در ژانر بقا با همین نام است. موسیقی متن این مجموعه توسط جونگ جه ایل ساخته شده که نخستین کار تلویزیونی او به‌شمار می‌آید. جونگ جه ایل در حالیکه بیشتر آهنگ‌ها را ساخته بود، بعداً با پارک جین جو و کیم سونگ سو (با نام هنری «۲۳») برای موسیقی اضافی همکاری کرد. این آلبوم در ۱۷ سپتامبر ۲۰۲۱ توسط جینی میوزیک و استون میوزیک انترتینمنت منتشر شد.